# サンティーノ・マレラ
サンティーノ・マレラ（Santino Marella、1974年3月14日 - ）は、カナダのプロレスラー。
本名、アンソニー・カレッリ（Anthony Carelli）、オンタリオ州ミシサガ出身。
イタリア系カナダ人。イタリアのルーツを強調しステレオティピカルなイタリア訛りの英語で観客を煽るマイクパフォーマンスが特徴。

## 来歴
2004年にはジョー・バスコとして格闘探偵団バトラーツに所属。
2005年7月にWWEの下部組織OVWに入る。その後、OVWにてTV王座を獲得するなど活躍。
2007年4月16日に行われたRAW初のイタリア大会で、一般客の中からビンス・マクマホンにウマガの持つIC王座挑戦者に指名されるというアングルでデビュー。ウマガは手加減していたとはいえ、マレラに押されていた。それを見兼ねたビンスがノー・ホールズ・バードマッチに変更し不利に立たされたが、ボビー・ラシュリーの介入によりデビュー戦を勝利で飾り、IC王座までも獲得した。しかし、ヴェンジェンスでウマガに王座を奪われてしまう。
その後、マリアにべったりの鬱陶しい存在でヒールターンし、マリアと仲良くしているロン・シモンズと抗争。ストーン・コールド・スティーブ・オースチンにもちょっかいを出しボコボコにされたり、ビール漬けにされたり、コミカルなヒールとして活動する。
RAW15周年記念大会では一夜限りの登場をしたロブ・ヴァン・ダムに数秒で敗退した。
2007年12月頃からカリートとマニートという異色国際タッグを組み、共に2008年1月のロイヤルランブルへと出場を果たした。

### 2008年
レッスルマニアに向けて、彼女であるマリアがPLAYBOYのカバーガールを務める事になり、それに猛反対し、妨害行為を行うようになる。WrestleMania XXIV当日では、WWEのディーヴァ全員にボコボコにされるという情けない役を務めた。また、その前日のWWE殿堂入り式典では、コンダクターとして参加していたザ・ロックにいじられるという非常においしい役回りを受ける。
カリートが同年6月の追加ドラフトでスマックダウンに移籍したため、再びシングルプレイヤーとなったが、怪力ディーヴァのベス・フェニックスと男女タッグを組み始めた。その後、自身にとって初のサマースラムへの出場が決定する。ベス・フェニックスと組んでミッキー・ジェームス、コフィ・キングストン組と対戦する（当時ジェームスがWWE女子王者、キングストンがIC王者であり、ベス、マレラいずれかがフォールカウントで勝利を収めれば両者のタイトルが各々に与えられるというもの）。ベス・フェニックスがジェームスをフォールしたことにより、マレラ、フェニックス組が勝利。マレラがIC王座を、フェニックスがWWE女子王座を、それぞれ二度目の同タイトルを獲得した。
その後は史上最長のIC王座保持を宣言、毎週のように“ホンカメーター”（史上最長王座保持者のホンキー・トンク・マンの在位期間64週と自分の在位期間を示すメーターを出し、「あと何週間の防衛で俺は史上最長のIC王者だ!」と息巻く）パフォーマンスを行い、サイバー・サンデーにおいてはホンキー・トンク・マン本人にも勝利、勢いを感じさせたが、11月の英国興行においてウィリアム・リーガルに瞬殺されIC王座から転落した。
その後もIC王座DVDには出演時間0秒、新王者リーガルへの対戦権をかけたトーナメントにもエントリーされずと、人気もタイトルも手にしたベスのお荷物キャラと化していった。

### 2009年
1月25日に開催されたロイヤルランブルのランブル戦では28番手で出場するが、入場した瞬間ケインに落とされる。昨年の自身の試合時間25秒を大幅に上回るこのわずか1.9秒の入退場は、第2回大会のザ・ウォーロード（試合時間2秒）を破って大会史上最速記録となった。
3月のRAWでWrestleMania XXVで開催が決まっていたディーヴァ25人バトルロイヤルに出場すると言い出し、いったんは阻まれたものの、4月の本番では女装（自称：双子の妹サンティーナ）に扮して参加し優勝。「ミス・レッスルマニア」の座をもぎ取ってしまった。その後はベビーターンして活動。妹の「サンティーナ」はヴィッキー・ゲレロと「ミス・レッスルマニア」の座を巡る抗争を繰り広げたが、6月、一日だけオーナーを務めたドナルド・トランプに「解雇」された（もちろんマレラ本人は解雇されていない。なお、解雇を告げられたサンティーナが会場から走り去っていくのをマレラが見送って「なんということだ！ 妹が解雇されてしまった」と呟くという編集がなされていたことから脚本上は別人設定だった模様）。その後はリングにはあまり上がらずバックステージでゲストホストとコミカルな芝居を繰り広げることが多い。

### 2010年
1月のECWでワシントンショーの代役ホストを務め、ゲストのウラジミール・コズロフにタッグを組もうとさりげなく持ちかけるが断られてしまう。
諦めずに5月20日放送のWWE・スーパースターズでコズロフとの試合前に「俺たちは2人ともマーシャルアーツの達人だ。タッグを組もう。俺たちは変わることができるんだ」と4分以上の演説を行い再びタッグ結成を持ちかけるも失敗する（試合自体はアイアンカーテンを見舞われて37秒で敗れている）。その後はコズロフとの抗争が組まれ、6月14日放送のRAWでダンスで対決するも敗れる。その直後コズロフにダンスに誘われたことから勧誘に成功したと思いこみコズロフに飛びついて抱きつこうとした瞬間にヘッドバットでKOされる。6月28日放送のRAWでは通常形式で対戦するも、またしてもアイアンカーテンで敗れる。さらに試合後に乱入してきたウィリアム・リーガルに暴行を受けていたところ、退場したはずのコズロフがリングに戻ってリーガルを追い払い、ようやくタッグ結成に成功した形となった。
その後はコズロフとのタッグで活動し、9月19日のナイト・オブ・チャンピオンズではコズロフと共にターモイル式タッグ王座戦に出場したが、ジェイ・ウーソ＆ジミー・ウーソに敗れて脱落した。しかし、10月11日放送のRAWで行われたブラッギング・ライツでのRAW VS SmackDownエリミネーションマッチのRAW代表選考試合でザック・ライダーをコブラ一発で倒してRAW代表に選出される。エリミネーションマッチ本番では両軍14人中1番にフォールされて退場となってしまったが、その翌日のRAWでジョン・モリソンの乱入があったものの、シェイマスからピンフォールを奪った。12月6日放送のRAWでコズロフとターモイルマッチによるWWEタッグ王座戦に挑戦し、ジョン・シナの介入に助けられ王座を奪取した。

### 2011年
ロイヤルランブルに出場。場外に出されるがトップロープ上からではなかったので失格にならず最後の2人になるまで気絶していた。アルベルト・デル・リオに必殺技のコブラを当てるが、結局ギリギリの所でエリミネートされ優勝を逃している。その後WWEタッグ王座戦を巡ってザ・コアと抗争、2月20日のWWEエリミネーション・チェンバーでジャスティン・ガブリエル&ヒース・スレイター組に敗れて王座から転落した。その後も抗争は続き、レッスルマニアXXVIIではビッグ・ショー、ケイン、コフィ・キングストンとチームを結成しザ・コアの4人と対戦、スレイターに自身のコブラを浴びせ、さらにビッグ・ショーのノックアウトパンチというコンボで勝利を果たした（なお、コズロフはレッスルマニア・アクセスでザ・コアに襲われて負傷したという脚本のため欠場している）。

### 2012年
2月19日のWWEエリミネーション・チェンバーで世界ヘビー級をかけたチェンバー戦に初めて出場した。これは本来ランディ・オートンが出場する予定であったが、前日のRAWにて脳震盪を起こしたため欠場、スマックダウンで出場者決定バトルロイヤルを行いマレラが出場権を勝ち取った。チェンバー戦は最後の二人まで残り、代役とはいえ十分役割を果たした。3月5日のRAWではUS選手権試合でジャック・スワガーに挑戦し勝利、自身初のUS王座に輝いた。その年のサマースラムの事前番組にて、アントニオ・セザーロに敗れ王座陥落。何度か再挑戦したが、奪還ならず。その後ザック・ライダーと組みタッグ王者挑戦者決定戦トーナメントに参加し、準決勝進出。年最後のスマックダウンでくじ引きにより、ビッグ・ショーとの世界王座戦の権利が与えられたが、シェイマスの必殺技、ブローグ・キックを伝授してもらっている最中に足の筋を痛め（ギミック上）、戦えずに終わった。

### 2013年
首を負傷して欠場したが、ロイヤルランブルに登場。コブラで周囲の敵を脅かすが、1番目に敗退。レッスルマニア明けごろに再度復帰し数試合行うも再び登場しなくなり、9月頃に再度復帰。グレート・カリやホーンスワグルと行動を共にして活動。
また、故郷であるカナダに、念願であったプロレスと総合格闘技の道場「バトル・アーツ・アカデミー」を設立。コーチとして過去に参戦していた格闘探偵団バトラーツの代表であった石川雄規を招聘した。
その後ディーヴァのエマと“エマレラ”を結成、不器用な恋愛ストーリーを繰り広げつつファンダンゴらと一進一退の抗争を繰り広げたが、7月6日のライブイベント中に首の状態の悪さなどの理由で現役引退を引退することを発表。その後は前述の、道場の運営をしていくという。
その後は、度々ゲストで出演し、引退後も契約は続いていたが 2016年5月6日 WWEから解雇される。

### 2024年
6月22日「ブラッドスポーツ 武士道」に参戦、桜庭和志と対戦した。途中桜庭にコブラを繰り出されるも本人はスルー、結果アキレス腱固めを極められ敗戦。

## 得意技

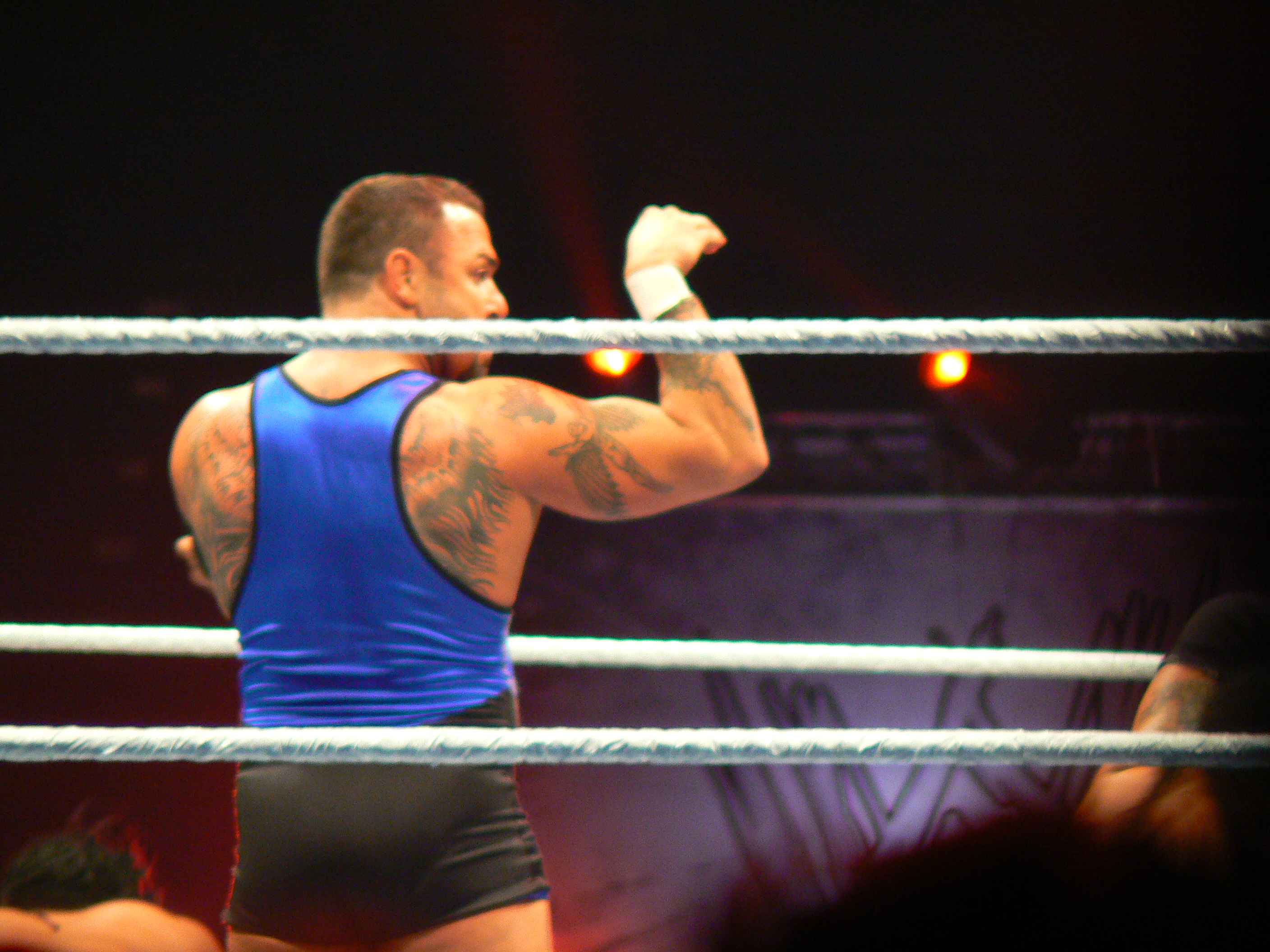
必殺技コブラのポーズをするマレラ

- コブラ

2009年9月28日のチャボ・ゲレロ&クリス・マスターズ戦から使い始めた技。右手を蛇の頭の形のようにしてそのまま相手の額を突く。相手を狙う際に蛇の鳴き真似をしたり、繰り出す前に「コーブラー！」と叫ぶなどザ・ロックのピープルズ・エルボー同様見せ技的要素が大きく、失敗して墓穴を掘ることが多い。2010年秋ごろから一発で相手を気絶させるなどフィニッシュ・ホールドに昇格しており、構えるだけで相手が逃げる、大統領のSPに取り押さえられる(WWEキャピタル・パニッシュメントにて)、など危険な技と認識されている。また、ヒットさせても気絶しなかった相手に対しては強引に丸めこんでフォールを奪う。額以外にも有効で、両膝を突くと数秒間脚を動かすことができなくなる（2011年5月26日のザック・ライダー戦で披露している）。余談であるが初めてこの技を受けたチャボ・ゲレロはこれ以後も数度にわたってこの技を受けているが、なぜか気絶せず、強引に丸めこまれてフォールを奪われている。それどころか一瞬戸惑う反応を見せただけですぐさま反撃に出たこともあった。2011年からはヘビの顔をプリントしたソックスを手にはめて使用することもあり、ミック・フォーリーのMr.ソッコとも競演を果たした。
- ローリング・カッター

スイング式ネックブリーカー。2009年ごろからとっさの丸めこみで勝つことが多くなったためか見られなくなりつつある。
- ダイビング・ヘッド・バット

敬礼のポーズをしながら飛び降りるのが特徴。ヒール時代はトップロープからダイブしてフィニッシュホールドとして使用していたが、ベビーフェイス転向後はその場跳びで使用している。
- サンティーノ・スタナー

通常のスタナーと違い、尻餅をつく形ではなく開脚で着地するのが特徴。この技からコブラにつなげるケースもある。
- STO
- ヒップトス

相手のクローズラインを開脚でかわして、ロープでリバウンドしてきた相手を豪快に投げ飛ばすパターンが多い。

## 入場曲
- La Vittoria è Mia (Victory Is Mine)
- You Look So Good To Me サンティーナ時の入場曲

## その他
- 左腕には「振武館柔道」というタトゥーが彫られている。9歳から振武館で柔道を習ったと発言している。また、腕前も相当なものでオリンピックのカナダ代表候補であったと話している。
- WWE公式サイトでは自身の番組『Santino's Casa』を持っている。
- 得意技のコブラは、2011年からは前述の通りコブラの姿を模したソックスを嵌めて使用していたが、このコブラ自体にも意志が宿っているようなギミックで描かれており、2012年8月のセザーロとのUS王座戦線中にアクサナの色仕掛けにコブラだけがはまってしまい敗れるという事態が起き、さらに、ソックスを外した状態でのコブラは、セザーロに対し全く効果がなかった（逆に、ソックスをつけてさえいれば脚に履いていても効果があるようで、2012年のリカルド・ロドリゲスとの試合で使用し勝利を得た）。2013年の試合で敵が笛を吹くとコブラが操られてしまうという事態もあった。“エマレラ”結成後、エマがピンク色のコブラ“ヴァン・エマ”を使用。

## 獲得タイトル
WWE
- WWEタッグ王座 : 1回

w / ウラジミール・コズロフ
- WWE・インターコンチネンタル王座 : 2回
- WWE・ユナイテッドステイツ王座：1回